# Peter Lappin
Peter John Lappin, född 31 december 1965, är en amerikansk före detta professionell ishockeyforward som tillbringade två säsonger i den nordamerikanska ishockeyligan National Hockey League (NHL), där han spelade för Minnesota North Stars och San Jose Sharks. Han producerade inga poäng (inga mål och inga assists) samt två utvisningsminuter på sju grundspelsmatcher.
Lappin spelade även för Salt Lake Golden Eagles och Kalamazoo Wings i International Hockey League (IHL) och St. Lawrence Saints i National Collegiate Athletic Association (NCAA).
Han blev aldrig NHL-draftad.
Han är far till Nick Lappin och svåger till David Sacco.

## Statistik
| 1984–1985   | St. Lawrence Saints     | NCAA        | 32  | 10  | 12  | 22  | 22  | —  | —  | —  | —  | —  |
| 1985–1986   | St. Lawrence Saints     | NCAA        | 31  | 20  | 26  | 46  | 64  | —  | —  | —  | —  | —  |
| 1986–1987   | St. Lawrence Saints     | NCAA        | 35  | 34  | 25  | 59  | 32  | —  | —  | —  | —  | —  |
| 1987–1988   | St. Lawrence Saints     | NCAA        | 34  | 21  | 39  | 60  | 26  | —  | —  | —  | —  | —  |
|             | Salt Lake Golden Eagles | IHL         | 3   | 1   | 1   | 2   | 0   | 17 | 16 | 12 | 28 | 11 |
| 1988–1989   | Salt Lake Golden Eagles | IHL         | 81  | 48  | 42  | 90  | 50  | 14 | 9  | 9  | 18 | 4  |
| 1989–1990   | Minnesota North Stars   | NHL         | 6   | 0   | 0   | 0   | 2   | —  | —  | —  | —  | —  |
|             | Kalamazoo Wings         | IHL         | 74  | 45  | 35  | 80  | 42  | 8  | 5  | 2  | 7  | 4  |
| 1990–1991   | Kalamazoo Wings         | IHL         | 73  | 20  | 47  | 67  | 74  | 11 | 5  | 4  | 9  | 8  |
| 1991–1992   | San Jose Sharks         | NHL         | 1   | 0   | 0   | 0   | 0   | —  | —  | —  | —  | —  |
|             | Kansas City Blades      | IHL         | 78  | 28  | 30  | 58  | 41  | 4  | 2  | 1  | 3  | 0  |
| NHL totalt  | NHL totalt              | NHL totalt  | 7   | 0   | 0   | 0   | 2   | —  | —  | —  | —  | —  |
| IHL totalt  | IHL totalt              | IHL totalt  | 309 | 142 | 155 | 297 | 207 | 54 | 37 | 28 | 65 | 27 |
| NCAA totalt | NCAA totalt             | NCAA totalt | 132 | 85  | 102 | 187 | 144 | —  | —  | —  | —  | —  |